# سلسینیو (بازیکن فوتبال، زاده ۱۹۵۰)
سلسو فریرا با نام مستعار سلسینیو (پرتغالی: Celsinho; ۲ اکتبر ۱۹۵۰ – ۱۴ ژانویهٔ ۱۹۹۷) بازیکن فوتبال اهل برزیل بود.
از باشگاه‌هایی که در آن بازی کرده‌است می‌توان به باشگاه فوتبال پالمیراس اشاره کرد.
وی همچنین در تیم ملی فوتبال برزیل بازی کرده‌است.